# 莱昂·达马斯
莱昂·达马斯（法語：Léon-Gontran Damas，1912年3月28日—1978年1月22日），法国诗人、政治人物。他是黑人性运动的發起者之一。 

## 生平
莱昂·达马斯生于法屬圭亞那卡宴，父亲是穆拉托人，母亲也是混血儿，具有美洲原住民與黑人血統。 1924年，达马斯前往馬提尼克學習，在那裡他認識了艾梅·塞泽尔。
1929年，莱昂·达马斯來到法国巴黎學習。在巴黎，他又遇到了艾梅·塞泽尔，而且他在巴黎還通過艾梅·塞泽尔結識了利奥波德·塞达尔·桑戈尔。 這三人都主張殖民地應該脫離西方的统治。
第二次世界大战期间，莱昂·达马斯加入了法國陸軍，1948年至1951年期間擔任法国国民议会议员，他的選區位於法屬圭亚那。
1970年，莱昂·达马斯來到美國华盛顿哥伦比亚特区，並在喬治城大學以及霍华德大学任教。1978年1月22日，他在华盛顿去世，最終葬在法屬圭亚那。